# Wolfgang Janko

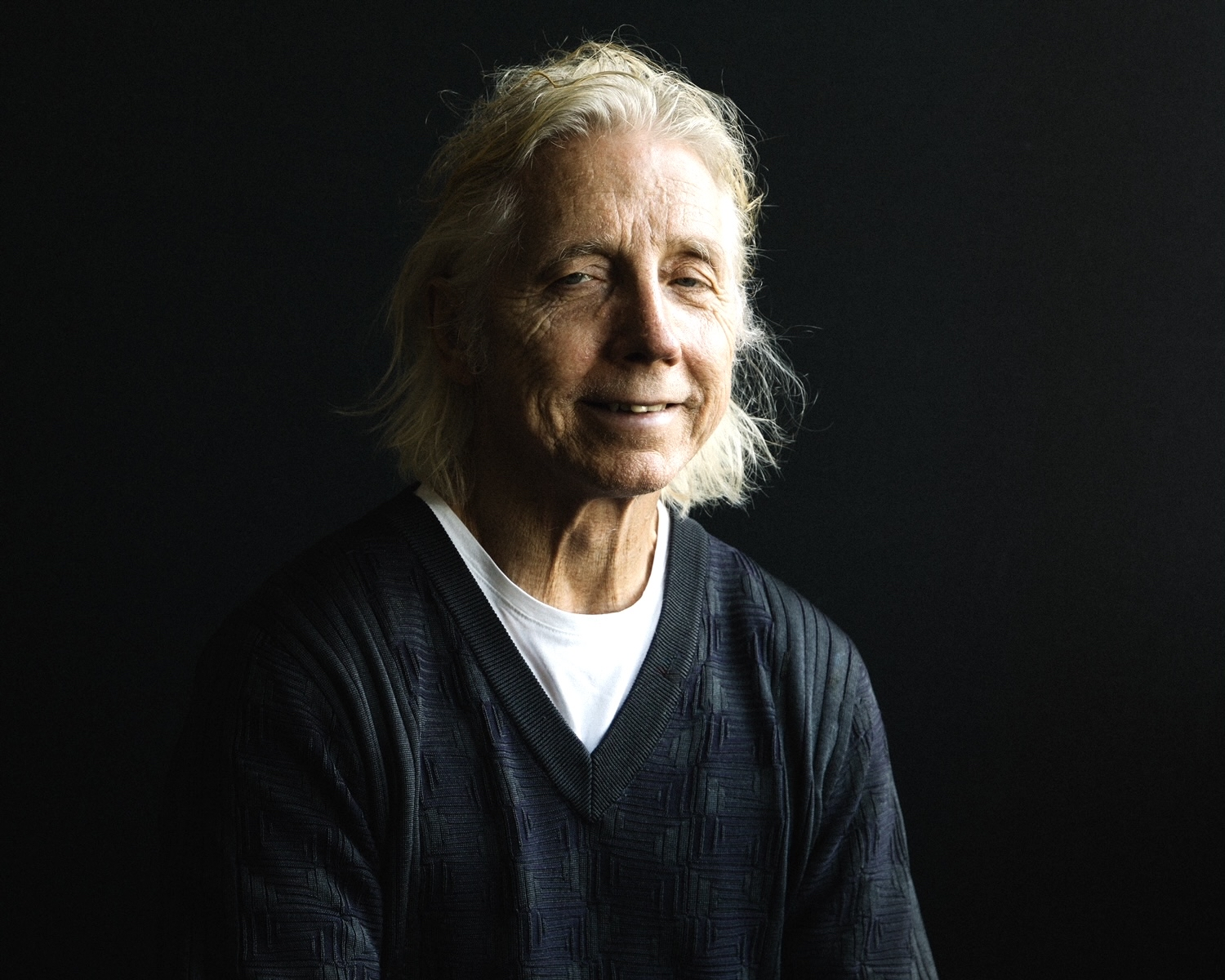
Wolfgang Janko

Wolfgang Janko (* 13. November 1952 in Gladbeck) ist ein deutscher Sonderpädagoge und Judoka. Durch sein Engagement im sportfachlichen, wissenschaftlichen und (sonder-)pädagogischen Bereich hat Judo sich zu einem vielfältigen Sport- und Rehabilitationsangebot für Menschen mit einer geistigen Behinderung in Deutschland entwickelt. Darüber hinaus gehört er zu den internationalen Pionieren des paralympischen ID-Judos und wurde 2020 mit der Sportplakette des Landes Nordrhein-Westfalen ausgezeichnet.

## Werdegang
Janko begann mit dem Judosport im Judo-Club Nippon Gladbeck e.V. In seiner Jugend kämpfte er dort in der Landesliga. Später erfolgten Einsätze als Bundesligakämpfer beim Judo-Club 66 Bottrop und nach Erfolgen bei regionalen und bundesoffenen Turnieren auch als Mitglied des Landeskaders in NRW. An der Universität Dortmund studierte Janko Sonderpädagogik und Sport. Er wurde dort 1985 im Hauptfach Psychologie mit seiner Dissertation über das Thema Intelligenz und Psychomotorik: Vergleich von Schülern differenter Schultypen promoviert. Sein Engagement für den Behindertensport begann 1984 mit der Teilnahme am ersten bundesweiten Event „Judo der Behinderten“ in Grenzach-Wyhlen, zu dem er vom Nordrhein-Westfälisches Dan-Kollegium e.V. (NWDK) entsandt wurde. Wolfgang Janko war u. a. von 1991 bis 1994 als Fachleiter für Sport am Studienseminar Duisburg sowie bis 2016 als Schulleiter an verschiedenen Schulen in Castrop-Rauxel und Duisburg tätig. Er engagiert sich bis heute als Nationaler Koordinator/ Trainer Judo (S.O.D) und in leitender Funktion im Judo- und Behindertensport (NWJV/ BRSNW).

## Leistungen
Wolfgang Janko erreichte in seinem mehr als 40-jährigen Engagement für das ID-Judo Neuerungen und Innovationen, ohne die das ID-Judo – sowohl national als auch international – nicht seine heutige Form und Anerkennung besäße. Maßgeblich durch Jankos Engagement nimmt Deutschland eine internationale „Vorreiterrolle“ im Bereich des ID-Judos ein (s. auch den Abschnitt Internationalisierung in diesem Artikel). Die Delegation des japanischen Judoverbands, die extra zur Beobachtung der 1. Weltmeisterschaft im ID-Judo 2017 nach Köln angereist war, äußerte: „Wir sind zwar das Geburtsland des Judo, aber G-Judo (Anm.: veralteter Begriff für ID-Judo) steckt bei uns noch in den Anfängen. Wir sind hier, um von Deutschland zu lernen.“

### Maßgebliche Entwicklung des ID-Judos in Deutschland

#### Aufbau von Wettkampf- und Verbandswesen
Janko leitete 1984 den ersten bundesoffenen Judo-Lehrgang für Menschen mit einer Behinderung im Bundesleistungszentrum in Köln und organisierte 1993 das erste Behindertenjudoturnier in Gladbeck. 1985 baute er das Ressort Behindertensport des NWJVs auf. Im BRSNW wurde 1994 eine Abteilung Judo gegründet, dessen Vorsitzender Wolfgang Janko wurde und die bis heute eine wichtige Grundlage für das organisierte ID-Judo in NRW und Deutschland darstellt. In Gladbeck organisierte er 1999 die erste „Internationale Deutsche Meisterschaft für Geistigbehinderte“ des DBS. Außerdem erwirkte er 2001 die Aufnahme der Sportart Judo bei den Special Olympics. Seitdem ist Judo offizielle Sportart und deutsche ID-Judoka können seit 2003 an den Weltspielen teilnehmen. Auch die erste Deutsche Meisterschaft für Verbandsmannschaften im ID-Judo (2004 in Ingolstadt) wurde von ihm organisiert. Janko führte 2012 den ersten inklusiven Kata-Wettbewerb bei den Special Olympics in München durch, bei dem ein ID-Judoka als Tori und ein nicht behinderter Partner als Uke teilnehmen. Seit 2017 sind die Wettbewerbe in der Nage-No-Kata und Katame-No-Kata auch Teil der Deutschen Kata-Meisterschaften. Maßgeblich gestaltete Janko bei allen Wettkampfformaten die Sportordnungen und Wettkampfregeln.

#### Aufbau professioneller Trainingsstrukturen
Auf Jankos Antrag hin wurde 2005 ein BRSNW-Landeskader eingerichtet, sodass leistungsstarke ID-Judoka in NRW seitdem von einem Landestrainer betreut und auf ihre nationalen und internationalen Wettkämpfe vorbereitet werden können. Einmalig bisher im ID-Judobereich ist, dass er in Kooperation mit der Gold-Kraemer-Stiftung im Zentrum für Arbeit und Bildung im Sport (ZABS) professionelle Bedingungen für ID-Judoka schaffen konnte, die dort seit 2019 unter Anleitung eines hauptamtlichen Trainers Vollzeit trainieren und finanziell unterstützt werden.

#### Entwicklung einer speziellen Kyu- und Dan-Prüfungsordnung
Weiterhin erarbeitete Janko 1996 mit einer Arbeitsgruppe eine spezielle Kyu-Prüfungsordnung, die Menschen mit einer Behinderung erstmals einen Zugang zum Graduierungssystem des DJB ermöglichte. 2016 wurde unter seiner Leitung auch eine Judo-Dan-Prüfungsordnung für Menschen mit einer geistigen Behinderung (Prüfung zum Schwarzen Gürtel) konzipiert und vom DJB genehmigt.

#### Entwicklung des Judo-Skill-Tests
Wolfgang Janko entwickelte (in Anlehnung an den Körperkoordinationstest für Kinder und auf Basis der klassischen Testtheorie) den Judo-Skill-Test zur Einteilung der ID-Judoka in drei Wettkampfklassen. Die einzelnen Testaufgaben (Items) ermöglichen das weitgehend objektive Überprüfen von relevanten motorischen Fähigkeiten. So können faire Wettkämpfe in homogenen Gruppen stattfinden. Die dahinterliegende Annahme ist der nachgewiesene Zusammenhang zwischen geistiger Behinderung und motorischer Kompetenz. Der Judo-Skill-Test wird regelmäßig bei den nationalen und regionalen Spielen von Special Olympics im Rahmen des Divisioning durchgeführt.

### Beiträge zur Internationalisierung des ID-Judos
In Zusammenarbeit mit der IJF und VIRTUS führte Wolfgang Janko 2017 die erste Weltmeisterschaft im ID-Judo und 2019 in Kooperation mit der EJU die zweite Europameisterschaft in Köln durch. Durch die Zusammenarbeit bei den Welt- und Europameisterschaften hat VIRTUS 2020 erstmals eine Kommission Judo berufen, deren Mitglied Janko ist. In der Folge wurde ID-Judo offizielle Sportart der VIRTUS Global Games 2023 in Vichy, Frankreich. Anschließend formierte Janko ein ID-Judoteam zur Teilnahme der Bundesrepublik Deutschland bei den VIRTUS Global Games in Vichy, Frankreich, dem höchsten Turnier nach den Paralympics für Menschen mit geistiger Behinderung. Dort konnte Deutschland sich unter der Leitung Jankos (nach 14 Jahren erfolgloser Teilnahme) mit vier Kaderathleten erstmals im ewigen Medaillenspiegel einbringen: 2 × Gold, 1 × Silber, 1 × Bronze.

### Wissenschaftliche Beiträge zur Entwicklung des ID-Judos
Die erste umfassendere Arbeit zum ID-Judo legte Janko 1986 vor. Er erarbeitete vor dem motorischen Erscheinungsbild von Schülern mit Lernschwierigkeiten/ kognitiven Beeinträchtigungen eine lerntheoretische Analyse von didaktischen und methodischen Aspekten des Judos. Er verfasste 1991 u. a. zusammen mit Jürgen Innenmooser ein Gutachten zur Etablierung des Judos als Rehabilitationssport. In diesem wurde Judo als Sport- und Bewegungsangebot erstmals für Menschen mit einer Behinderung wissenschaftlich abgesichert. Eine weitere wissenschaftliche Arbeit unter maßgeblicher Beteiligung von Wolfgang Janko wurde 1999 veröffentlicht. Hier wurden empirische Befunde zur positiven Wirkung des Judos auf die Motorik und die psychische Entwicklung von Menschen mit einer geistigen und mehrfachen Behinderung vorgelegt. Janko analysierte in dieser Studie die Sportart Judo in Hinblick auf das Anforderungsprofil für den Rehabilitationssport und erarbeitete relevante sportwissenschaftliche- und didaktische Aspekte. Die beiden wissenschaftlichen Werke führten dazu, dass „Elemente des Judos“ in den Sportarten „Bewegungsspiele in Gruppen“ und „Gymnastik“ bei den Krankenversicherungsträgern als Rehasport angeboten und abgerechnet werden können. Somit konnte der rehabilitative Charakter der Sportart Judo bestätigt und einer Anerkennung zugeführt werden.

### Entwicklung von fachlichen Qualifizierungsangeboten im ID-Judo
Wolfgang Janko konzipierte 1988 die erste Fortbildungsmaßnahme für Sonderschullehrer im Bereich ID-Judo. Aus diesen ersten Erfahrungen entwickelte sich ab 1993 ein dreitägiges Ausbildungsmodul für Sportreferendare des Lehramts für sonderpädagogische Förderung in NRW. Eine umfassendere Ausbildung im Bereich ID-Judo initiierte und implementierte Janko ab 1989. Die Qualifizierungsmaßnahme umfasst 80 UE und findet an 4 Wochenenden statt. Sie ermöglicht es einem Judoka, sich in die Praxis des ID-Judos einzuarbeiten. Nach bestandener Abschlussprüfung kann unter bestimmten Voraussetzungen eine Rehasportlizenz mit dem Profil: Geistige Behinderung erworben werden. Auch eine inklusive Trainerassistenten-Ausbildung (2000, ab 2015 inklusiv) beim BRSNW wurde von Janko erstmals konzipiert. Judoka mit und ohne Behinderung lernen an zwei Wochenenden gemeinsam, wie das Training mit ID-Judogruppen funktioniert und unterstützt werden kann.

## Erfolge als Head Coach und Nationaler Koordinator
- 2007: Special Olympics World Summer Games in Shanghai: 3 × Silbermedaille, 3 × Bronzemedaille
- 2011: Special Olympics World Summer Games in Athen: 1 × Goldmedaille (Jasmin Sieblitz), 2 × Silbermedaille, 3 × Bronzemedaille
- 2015: Special Olympics World Summer Games in Los Angeles: 2 × Goldmedaille, 2 × Silbermedaille, 2 × Bronzemedaille
- 2023: VIRTUS Global Games in Vichy: 2 × Gold, 1 × Silber, 1 × Bronze

## Funktionen und Ämter
Folgende ehrenamtliche Funktionen hat oder hatte Janko inne:
- Behindertensportbeauftragter und Ressortleiter „Behindertensport“ im NWJV[22]
- Abteilungsleiter „Judo“ beim BRSNW
- Nationaler Koordinator „Judo“ von Special Olympics Deutschland (SOD) und Head-Coach Judo bei zahlreichen Weltspielen der Special Olympics[23]
- Landeskoordinator „Judo“ von Special Olympics Nordrhein-Westfalen (SONRW)[24]
- Mitglied im VIRTUS Judo Committee[25]
- bis 2023 Stellvertretender Abteilungsleiter „ID-Judo“ des DBS[6]

## Auszeichnungen und Würdigungen
- 1998: Verleihung des 6. Dan für Jankos Engagement im Behindertenjudo
- 2020: Sportplakette des Landes Nordrhein-Westfalen
- 2021: Verleihung des 7. Dans im Judo für sein Engagement im Judo (s. u.) und ID-Judo[26]
- 2022: Ehrenmedaille des Vereins zur Unterstützung benachteiligter Judoka
- Einladung zum Neujahrsempfang (1993) für engagierte Bürger in Bonn durch den Bundespräsidenten Richard von Weizsäcker
- Einladung zum Bürgerfest des Bundespräsidenten Frank-Walter Steinmeier ins Schloss Bellevue (2017)
- Wolfgang Janko wurde vom Online-Blog Phoenix-Voice als „the Pioneer of ID-Judo in the world“[27] bezeichnet.
- Das Judo-Magazin benannte ihn 2021 als „ID-Judo-Experten und -Pionier“.[28]
- Die Münstersche Zeitung würdigte Janko 2021 als „aktiven Judoka mit Ideen“.[7]

## Privates
Wolfgang Janko ist verheiratet und lebt in Münster.

## Sonstiges
Wolfgang Janko beantragte 1989 mit Unterstützung des Kultusministeriums beim Deutschen Jugendherbergswerk, die Ausstattung der Jugendherberge Wewelsburg mit Judomatten. Bis heute finden dort Judofreizeiten und Dan-Prüfungen statt. Weiterhin erarbeitete Janko im Auftrag des Landesinstituts für Schule in Soest zusammen mit Peter Ullrich und Volker Gößling Judo-Handreichungen für den Schulsport in NRW. Auch an der ersten Konzeptionierung der Angebote „Judo für Ältere“ im Jahr 1997 und „Judo im Elementarbereich“ war er maßgeblich beteiligt. Seit 1986 ist Wolfgang Janko Dan-Prüfer.

## Veröffentlichungen

### Monographien
- Intelligenz und Psychomotorik: Vergleich von Schülern differenter Schultypen. Schulz-Kirchner, Idstein 1985, ISBN 3-925196-05-6.
- Judounterricht mit Behinderten. Methodische Einführung in den Judo-Sport. Schulz-Kirchner, Idstein 1986.
- mit Jürgen Innenmoser und Hans-Jochen Voegtle: Judo als Rehasport. Behindertenspezifische Aufarbeitung der Sportart Judo. Schulz-Kirchner, Idstein 1992.

### Herausgeberwerke
- mit Lutz Worms, Heinz Haep u. a. (Hrsg.): Elemente des Judo als Rehabilitationssport mehrfachbehinderter Menschen (= Schriftenreihe der Stiftung Behindertensport). Meyer und Meyer, Aachen 1999, ISBN 3-89124-550-5.

### Artikel (Auswahl)
- Erster Behindertenlehrgang in Nordrhein-Westfalen. In: Sportunterricht 08, S. 308–310, 1985.
- Judo als Schulsport. In: Judo 10, 1983.
- Judo als therapeutisches Mittel in der Behindertenpädagogik. In Sonderpädagogik 2, 1984.
- Judo – ein ideales Sportangebot. In: Aktiv dabei 2, S. 8–10, 2007.
- Judo – die Entwicklung einer Kampfsportart zu einem inklusiven Bewegungsangebot. In: Bewegungstherapie und Gesundheitssport, 2017.
- Entwicklung eines Tests zur Wettkampfeinteilung für ID-Judoka. In: Der Budoka 12, 2022.